# Бункер-поезд
Бу́нкер-по́езд (бункерный поезд) — подземная транспортная установка на колёсно-рельсовом ходу, состоящая из шарнирно соединённых секций-платформ, имеющих высокие борта.

## Общая характеристика
Бункер-поезда предназначены для транспортировки горной массы с проходческого забоя за один цикл его работы. Различают бункеры-поезда скреперные и конвейерные. Суммарная продолжительность транспортирования горной массы при использовании бункер-поезда сокращается в сравнении с обычной техникой шахтного рельсового транспорта в несколько раз. Бункер-поезд примыкает к камере, где установлен опрокидыватель вагонеток. В нижней части бункер-поезда располагается дозировочная камера с питателем для загрузки скипа.
Бункерные поезда предназначены для транспортирования горной массы по горизонтальным выработкам. Загружают и разгружают ёмкости с помощью отдельных установок или конвейеров, расположенных на днищах секций. Уголь и мягкую породу перевозят секционными бункерными поездами (ПС) с донной разгрузкой, коэффициент тары которых (отношение собственной массы к массе перемещаемого материала) составляет 0,4. Число секций в составе ограничивается только тяговыми свойствами локомотива. Как показал опыт эксплуатации бункер-поездов, продолжительность погрузочно-разгрузочных операций в 3…6 раз меньше, чем при использовании вагонеток.

## Разновидности бункер-поездов

Рис. 1. Бункерный поезд с донным пластинчатым конвейером

Рис. 2. Скреперный бункерный поезд

Бункерный поезд (рис. 1) по всей длине имеет один донный пластинчатый конвейер 3. Кузов состоит из отдельных шарнирно соединённых секций 2, допускающими изгиб его при движении по криволинейным участкам траектории с радиусом не менее 15 м. Передняя часть такого поезда оборудована приёмным бункером 1, а задняя — ленточным конвейером 4.
Скреперный бункерный поезд (рис. 2) вместо донного конвейера оборудован скреперной лебёдкой для загрузки и разгрузки горной массы, а также концевыми и линейными секциями 2. Шарнирное соединение остальных секций, которые не имеют торцевых стенок, позволяет проходить закругления радиусом не менее 12 м. Сыпучие материалы подаются на загрузочную станцию 5.
Секционный бункерный поезд с донной разгрузкой также не имеет межвагонеточного пространства, что значительно уменьшает длину состава и затраты металла на его изготовление. Поезд во время загрузки находится непосредственно под конвейером (бункер) и по мере заполнения секций перемещается. В конструктивном смысле такой поезд представляет собой постоянно неразъединяемый состав из отдельных шарнирно соединённых секций с откидными днищами. Каждая такая секция (металлический сварной кузов с одним скатом) своей консольной частью опирается на следующую. Передняя (І) и задняя (3) секции (рис. 2) в отличие от промежуточных (2) имеют по одной лобовой стенке; задняя опирается в концевую повозку 4. Последняя, а также специальные перекрытия между секциями обеспечивают прохождение закруглённых участков с минимальным радиусом 12 м. Нижний створ кузова каждой секции закрывается двумя шарнирно закреплёнными днищами 5. Колёсные пары и их подвески унифицированы с аналогичными узлами вагонеток.